# De Grasse (1946)
De Grasse (C610) – francuski krążownik przeciwlotniczy z okresu po II wojnie światowej. Rozpoczęty przed wojną jako pierwszy krążownik lekki typu de Grasse, został ostatecznie ukończony po wojnie według zmodyfikowanego projektu i wszedł do służby w 1956 roku, pozostając jedynym zbudowanym okrętem swojego typu. Pozostawał w służbie do 1973 roku. Pierwszy okręt nazwany na cześć francuskiego wiceadmirała François Josepha de Grasse.

## Historia

### Pierwotny projekt
„De Grasse” miał być pierwszym okrętem nowego typu francuskich krążowników lekkich, projektowanych przed II wojną światową jako rozwinięcie typu La Galissonnière, określonego od niego jako typ de Grasse. Projektowany był z uwzględnieniem ograniczeń drugiego traktatu londyńskiego z 1936 roku, limitującego wyporność standardową krążowników lekkich do 8000 ts. Pozwalało to na zwiększenie wyporności o jedynie 400 ts w stosunku do poprzedniego typu i uniemożliwiło radykalny wzrost możliwości w zakresie prędkości, uzbrojenia i opancerzenia. Rozważano wzmocnienie uzbrojenia do 10 dział kalibru 155 mm przez instalację czterodziałowej wieży na rufie, lecz ostatecznie zdecydowano się na zachowanie dziewięciu dział, ale w zmodyfikowanych trzydziałowych wieżach opracowanych dla pancerników typu Richelieu, pozwalających na prowadzenie ognia przeciwlotniczego przy kącie podniesienia luf do 70° (poprzednie wieże: do 45°). Ulepszono też uzbrojenie przeciwlotnicze, zastępując osiem dział kalibru 90 mm w czterech stanowiskach na burtach przez sześć nowych dział kalibru 100 mm w trzech zamkniętych wieżach, zgrupowanych na rufie, przed wieżą artylerii głównej. Dzięki zastąpieniu dwóch kominów przez jeden i usunięciu hangaru lotniczego sprzed rufowej wieży, działa przeciwlotnicze na rufie miały szerszy kąt ostrzału. Dwie katapulty lotnicze przeniesiono z dachu hangaru na śródokręcie za kominem. Początkowo w 1936 roku projektowano ulokowanie hangaru po obu stronach komina, na wzór brytyjski, lecz obawy związane z przekroczeniem wyporności spowodowały rezygnację z hangaru i decyzję o przenoszeniu dwóch wodnosamolotów na pokładzie między katapultami. Lekkie uzbrojenie przeciwlotnicze miało się składać z czterech podwójnych stanowisk działek 37 mm i ośmiu karabinów maszynowych 13,2 mm Hotchkiss (jeden poczwórny i dwa podwójne). W stosunku do poprzedniego typu wzmocniono uzbrojenie torpedowe, z dwóch podwójnych na dwie potrójne wyrzutnie torped kalibru 550 mm. Pancerz powtarzał układ i grubość typu La Galissonnière, z dodaną lekką osłoną przeciwodłamkową. Dzięki zwiększeniu mocy siłowni i zapasu paliwa, prędkość wzrosła do 33,5 węzła, a zasięg do 8000 mil morskich przy 15 węzłach. Projektowana wyporność standardowa została określona dokładnie na 8000 ts (8127 ton), aczkolwiek prawdopodobnie faktycznie zostałaby przekroczona. Ukończony projekt z 22 lipca 1938 roku został zaakceptowany przez Ministra Marynarki 13 października tego roku.

### Budowa i zmiany projektu
Budowę pierwszego krążownika typu zlecono stoczni Marynarki w Lorient 31 grudnia 1936 roku, w ramach programu z 1937 roku. Otrzymał on nazwę „De Grasse”, na cześć XVIII-wiecznego admirała 	markiza de Grasse. Stępkę pod budowę położono 28 sierpnia 1939 roku, tuż przed wybuchem wojny, z planowanym wejściem okrętu do służby we wrześniu 1942 roku. 31 grudnia 1937 roku autoryzowano budowę drugiego okrętu „Châteaurenault” w prywatnej stoczni Société Nouvelle des Forges et Chantiers de la Méditerranée (FCM), a w maju 1938 roku trzeciego „Guichen” w Forges et Chantiers de la Gironde w Bordeaux, lecz nie doszło do położenia ich stępek, a po przystąpieniu Francji do wojny we wrześniu 1939 roku zamówienia anulowano. 
Budowę „De Grasse” wznowiono 28 września, lecz następnie wstrzymano w toku kampanii francuskiej 10 czerwca 1940 roku, gdy okręt był gotowy w 28%, bez zainstalowanych kotłów i maszyn. 22 czerwca Niemcy zajęli Lorient i przejęli stocznię. Pod okupacją prace powoli kontynuowano w celu opróżnienia pochylni. W 1942 roku niemiecka Kriegsmarine rozważała kilka propozycji przebudowy krążownika na lotniskowiec o tymczasowym oznaczeniu Hilfsflugzeugträger II (lotniskowiec pomocniczy II). Prace stoczniowe trwały jednak powoli, między innymi z powodu sabotowania prac oraz opóźnień w dostawach wyposażenia, i projekt został ostatecznie porzucony. Dodatkowo podczas jednego z nalotów alianckich na Lorient okręt został uszkodzony przez dwie bomby.
Lorient został wyzwolony dopiero 10 maja 1945 roku. Po wojnie zdecydowano kontynuować prace nad krążownikiem i kadłub w końcu wodowano 11 września 1946 roku. Początkowo zamierzano ukończyć go według pierwotnego projektu, z artylerią uniwersalną kalibru 155 mm i jedynie wzmocnioną artylerią przeciwlotniczą zamiast wyposażenia lotniczego. Na przeszkodzie kontynuowaniu prac stanęły jednak trudności powojenne i brak funduszy, po czym zmieniono koncepcję wykorzystania okrętu. W styczniu 1951 roku zdecydowano ukończyć „De Grasse” jako krążownik przeciwlotniczy, z nowym uniwersalnym uzbrojeniem artyleryjskim i zestawem radarów, z dofinansowaniem w 55% z amerykańskiego programu wsparcia członków NATO Mutual Defense Assistance Program. Kadłub przeholowano w lutym 1951 roku w celu wyposażenia do stoczni w Breście. Uzbrojenie stanowiło ostatecznie 16 dział uniwersalnych kalibru 127 mm w ośmiu wieżach i 20 dział przeciwlotniczych 57 mm w dziesięciu wieżach. Rezygnacja z ciężkich wież umożliwiła rozbudowę nadbudówek, skonstruowanych z wykorzystaniem stopów lekkich. Próby morskie okrętu rozpoczęto 17 sierpnia 1954 roku, a wszedł on do służby w Marine nationale 3 września 1956 roku. Pozostał jedynym okrętem swojego typu, lecz jeszcze w 1953 roku marynarka francuska zamówiła drugi podobny krążownik przeciwlotniczy „Colbert”, tym razem zbudowany od nowa.

## Służba
„De Grasse” po wejściu do służby w 1956 roku został okrętem flagowym Eskadry (Escadre) bazującej w Tulonie, w miejsce krążownika „Georges Leygues”. Nie wziął udziału w konflikcie sueskim. W 1962 roku odbył rejs dookoła świata.
W latach 1959–1961 krążownik przeszedł remont kapitalny i modernizację uzbrojenia (usunięto 4 stanowiska 57 mm o ograniczonych kątach ostrzału). W 1965 krążownik został przebudowany na okręt dowodzenia dla francuskich testów nuklearnych.
Okręt w latach 1966-1972 uczestniczył w sześciu testach atomowych na atolach Mururoa i Fangataufa. 28 lutego 1973 roku został wycofany ze służby i przemianowany na Q521. W 1975 roku został zezłomowany we włoskiej stoczni La Spezia.